# Clara Raposo
Clara Patrícia Costa Raposo, geralmente conhecida por Clara Raposo (1971), é uma economista, professora universitária e gestora portuguesa, e antiga presidente do ISEG Lisbon School of Economics. Em dezembro de 2022 foi nomeada vice-governadora do Banco de Portugal, tomando posse a 6 desse mês, sendo a segunda mulher a ocupar este cargo nessa instituição, depois de Elisa Ferreira.
Em 1998, doutorou-se em Finanças na London Business School, na Universidade de Londres, lecionando depois na Universidade de Oxford, na Nova SBE e no ISCTE. Desde 2010 é professora universitária de Finanças no ISEG Lisbon School of Economics, tendo presidido à instituição entre 2018 e 2022.
Desde 2019, é sócia correspondente da Classe de Letras da Academia das Ciências de Lisboa (6.ª Secção - Economia e Finanças).
No início de setembro de 2022, foi nomeada para a administração do Millennium BCP, vindo a recusar o cargo alegando motivos pessoais.
A 15 de novembro de 2022, renunciou ao cargo de membro não executivo do conselho de administração da NOS, e a 22 do mesmo mês, ao cargo de presidente do conselho de administração do Grupo Greenvolt, empresa da área das energias renováveis, para o mandato de 2021–2023, sendo substituída por Clementina Silva Barroso.
Em dezembro de 2022 foi nomeada vice-governadora do Banco de Portugal, governado por Mário Centeno, juntamente com Luís Máximo dos Santos, que foi reconduzido no cargo, tomando posse a 6 desse mês.
Clara Raposo é casada, com duas filhas.

## Reconhecimentos e Prémios
- 2023 - a Forbes Portugal colocou-a na 23 posição da lista das 50 Mulheres Mais Poderosas nos Negócios;[6]
- 2022 - Prémio ACTIVA Mulheres Inspiradoras, categoria Negócios;[7]
- 2025 - Prémio As Mulheres Mais Influentes de Portugal, 2024;[8]